# 克尼亞吉寧 (杜布諾區)
50°25′51″N 26°2′37″E / 50.43083°N 26.04361°E
克尼亞吉寧（烏克蘭語：Княгинин），是烏克蘭的村落，位於該國西北部羅夫諾州，由杜布諾區負責管轄，面積0.52平方公里，海拔高度236米，2001年人口638，人口密度每平方公里1,226.9人。